# Alexandre-Frédéric-Jacques Masson de Pezay

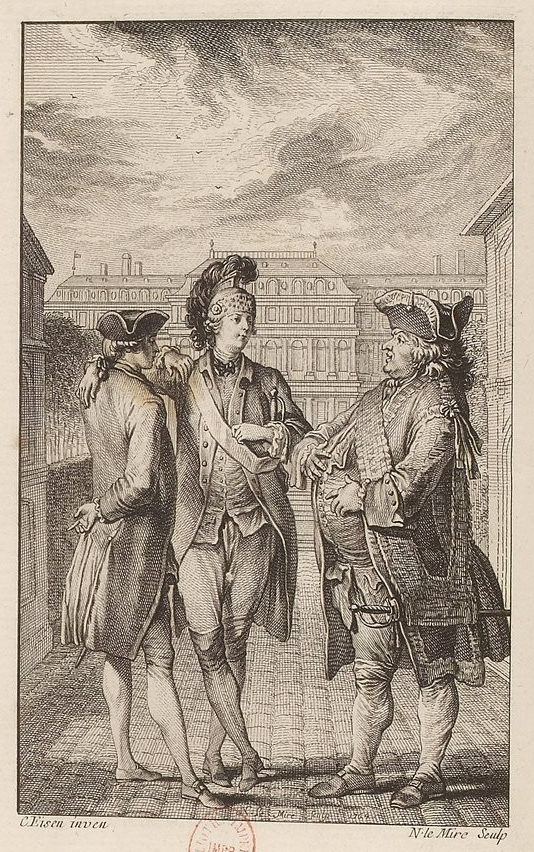
Claude Joseph Dorat zur linken und Alexandre-Frédéric-Jacques Masson de Pezay in der Mitte, in der Uniform der Dragoner, dragon. Kupferstich von Charles Eisen aus dem Jahre 1764.

Alexandre-Frédéric-Jacques Masson de Pezay (* 27. April 1741 in Versailles; † 6. Dezember 1777 in Château de Pezay, Marolles (Loir-et-Cher)) war ein französischer Militär, Literat und Enzyklopädist.

## Leben und Wirken
Er war der Sohn des Bankiers Jacques Masson (1663–1741), einem gebürtigen calvinistischen Genfer und dessen zweiten Ehefrau Marie Boësnier (ca. 1710–1767). Seine Mutter war die Schwester des Physiokraten Paul Boësnier de l'Orme (1724–1793) und zuvor mit Jean Babaud (ca. 1702–1738) verheiratet. Jacques Masson war in Versailles als Contrôleur général des finances tätig.
Aus dieser Ehe gingen zwei Kinder hervor, also die beiden Stiefschwestern von Alexandre-Frédéric-Jacques Masson de Pezay, die Charlotte Babaud de la Chaussade (1736–1793) und Angélique Dorothée Babaud de la Chaussade marquise de Cassini. Sie war die Ehefrau des Joseph-Dominique Cassini (1715–1790).
Sein Vater war in der Finanzverwaltung des Herzogtum Lothringen und unter Jean-Frédéric Phélypeaux, comte de Maurepas tätig. Nach dem Tode seines Vaters 1741 heiratete seine Mutter Dominique-Joseph de Cassini (1715–1790).
Er absolvierte seine schulische Ausbildung am Collège d'Harcourt und trat später den Musketieren, mousquetaires bei.
Durch seine Stiefschwester, der Frau des Joseph-Dominique Cassini (1715–1790), sie war im Übrigen auch die Geliebte des Prinzen de Conde und des comte de Maillebois, wurden seine ersten literarischen Versuche in Richtung von mehr ernsthaften Arbeiten geweckt.
Während des Siebenjährigen Krieges, la guerre de Sept Ans  wurde er zum persönlichen Adjutanten, Aide-de-camp des Prinzen von Rohan. Im Alter von zweiunddreißig wurde er Offizier, capitaine de dragons.
Am Hof von Ludwig XVI. arbeitete er unter Jean Étienne Bernard Clugny de Nuits und Jacques Necker an der Kontrolle der Finanzen mit.
Im November 1776 heiratete er Caroline Murat, sie war die Tochter von Jean-Baptiste, seigneur de la Plagne und Charlotte Locquet de La Pommeraye. Er war in freundschaftliche Beziehungen mit Voltaire und Rousseau.

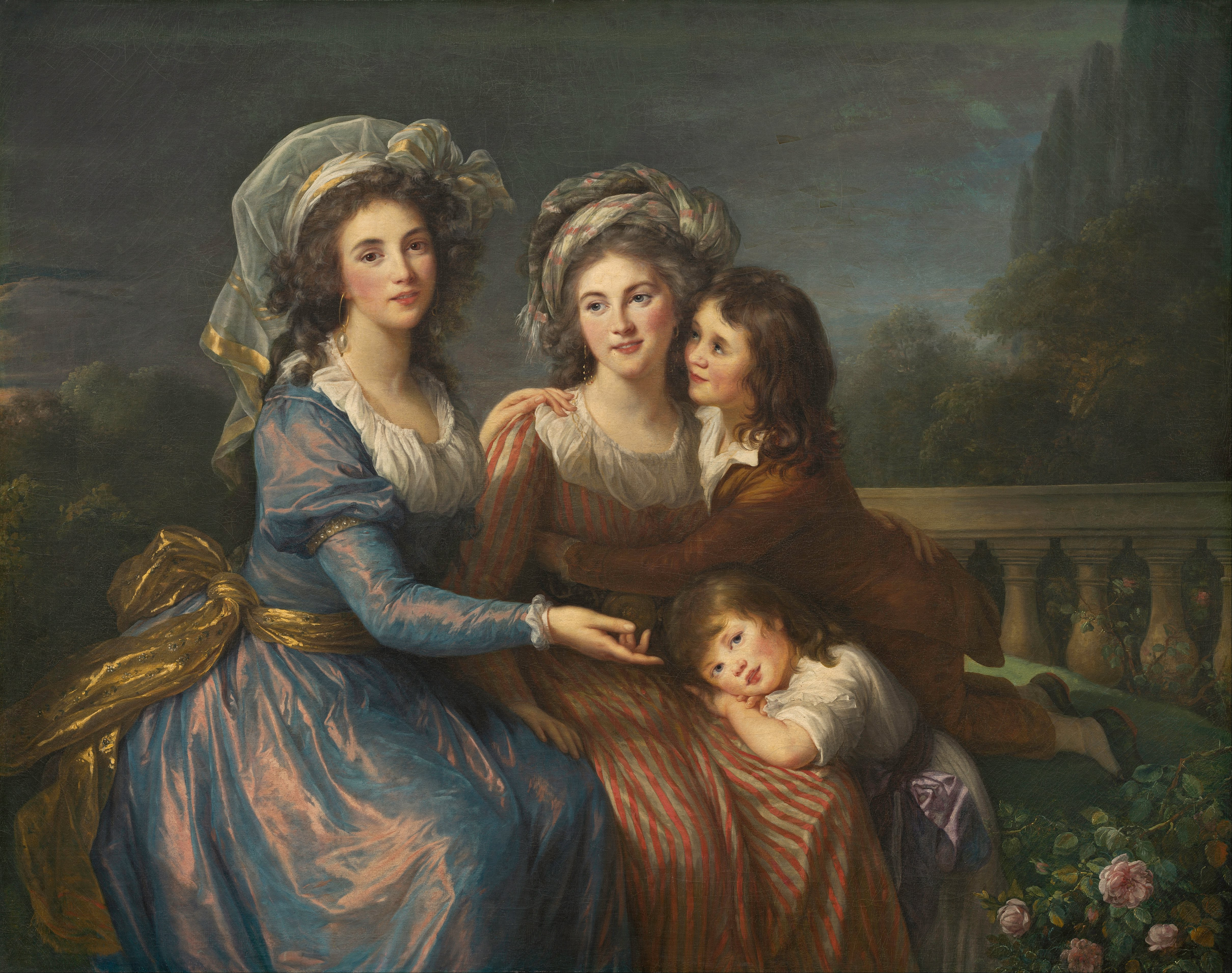
Porträt der Marquise de Pezay, einer geborenen Caroline de Murat, und der Marquise de Rougé in Begleitung mit ihren beiden Kindern. (Vigée-Lebrun)

Für die Encyclopédie von Denis Diderot und Jean Baptiste le Rond d’Alembert schrieb er den Artikel Valeur.

## Werke (Auswahl)
- Zélis au bain: Poëme en quatre chants. Paris 1763, 1766, online
- Lettre d’Alcibiade à Glycère. Paris 1764
- Lettre d’Ovide à Julie. 1767
- Suite des Bagatelles anonymes (de Dorat). Paris 1767
- La Closière ou le Vin nouveau, opéra-comique. Paris 1770
- Éloge de Fénelon. Paris, 1771
- Les Soirées helvétiennes, alsaciennes et franc-comtoises. Paris 1771; London 1772, 2 vol.
- Les Tableaux, suivis de l’Histoire de Mlle de Syanne et du comte de Marcy. Paris 1771
- Traduction en prose de Catulle, Tibulle et Gallus. Paris 1771, 1794
- La Rosière de Salenci, opéra lyrique. Paris 1773
- La musique de Grétry fit le succès de cet ouvrage.
- Histoire des campagnes de Maillebois en Italie en 1745 et 1746. Paris 1775
- Journal militaire ou relation détaillée des campagnes de M. le maréchal de Maillebois en Italie: précédé et suivi d'un précis historique de cette guerre. 1775

- Artikel Valeur in der Enzyklopädie